# Favourite Website Awards
Il Favourite Website Award (FWA) è un premio riconosciuto, istituito in Inghilterra nel 2000, dedicato ai siti internet commerciali che utilizzano nuove tecnologie, idee originali e che rappresentano un punto di riferimento per le generazioni future.
Nel settembre del 2000, l'FWA è stato classificato uno dei premi più prestigiosi e autorevoli al mondo ed è riconosciuto nell'ambito dei new media come uno dei riconoscimenti più alti per i siti internet.
Esplorando il web e valutando i siti nominati tramite un criterio ed una procedura di valutazione  consolidati, l'FWA seleziona ed illustra i siti internet che rappresentano l'innovazione e l'avanguardia del web design.
Il Favourite Website Award incorona un sito al giorno, che viene nominato "Site Of The Day" (SOTD), e alla fine di ogni mese viene eletto il "Site Of The Month" (SOTM). Annualmente vengono invece assegnati due premi; il primo, istituito nel 2000, è il "Site Of The Year" (SOTY), attribuito scegliendolo fra tutti quelli segnalati. Il secondo, nato nel 2002, è invece destinato ai soli 12 vincitori dei SOTM.
Gli utenti del sito thefwa.com assegnano il PCA tramite un'elezione di fine anno, in cui ogni utente può assegnare un voto. Il SOTM che riceve il maggior numero di voti al termine delle 2 settimane di votazioni, viene dichiarato "People's Choice" per quell'anno.
Il SOTY viene invece assegnato da una giuria rappresentata dalle migliori aziende del settore, che dopo due turni di giudizio, assegnano il premio all'unanimità dopo aver selezionato i migliori due SOTM dell'anno.
L'FWA propone inoltre interviste ed articoli dei designer degli sviluppatori dei siti vincitori. Vengono inoltre distribuiti wallpaper marchiati FWA creati dagli stessi vincitori, raccolti in un database istituito nel 2000.
Il progetto originale del FWA è stato sviluppato da "Treecity", un'agenzia entrata nella ristretta cerchia dei Yell UK Web Awards del 2000, nella categoria Best Web Design Agency Inglese.

## Site Of The Year (SOTY)
- 2000 - Lookandfeel New Media
- 2001 - Starbreeze
- 2002 - Marines.com Archive 2002 Archiviato il 22 gennaio 2007 in Internet Archive.
- 2003 - Road Runner
- 2004 - Vodafone Future Vision
- 2005 - Leo Burnett Canada
- 2006 - Philips Body Groom
- 2007 - Get the glass!
- 2008 - The eco zoo

## People's Choice Award (PCA)
- 2002 - Neostream Interactive
- 2003 - Johnny Hollow
- 2004 - Vodafone Future Vision
- 2005 - Eminem
- 2006 - Audi R8
- 2007 - Get the glass!
- 2008 - Hotel 626 Archiviato il 1º settembre 2013 in Internet Archive.